# Halové mistrovství Československa v atletice 1972
Halové mistrovství Československa v atletice 1972 se konalo v Jablonci nad Nisou ve dnech 12. a 13. února 1972. Naděje na cestu na ME v Grenoblu přilákala téměř celou československou reprezentační špičku. Dohromady se sešlo 274 závodníků a závodnic z 51 oddílů.

## Překonané rekordy
Mistrovství ozdobily čtyři československé halové rekordy:
- Miroslav Janoušek ve vrhu koulí výkonem 19,52 m
- Monika Schönauerová v běhu na 50 m překážek časem 7,0 s
- Helena Fibingerová ve vrhu koulí výkonem 17,13 m
- Jaroslav Brož ve skoku do dálky výkonem 773 cm

## Medailisté

### Muži
| Soutěž        | Zlato                     | Stříbro                 | Bronz                      |
| 50 m          | Luděk Bohman 5,7          | Josef Čeliš 5,8         | Ladislav Kříž 10,5         |
| 300 m         | František Štross 34,5     | Ladislav Kříž 35,4      | Jan Slanina 35,8           |
| 800 m         | Tomáš Jungwirth 1:58,2    | Jan Sychra 1:58,4       | František Skřivánek 1:59,9 |
| 1500 m        | Josef Němec 3:58,6        | Petr Bláha 3:59,9       | Josef Šach 3:59,9          |
| 3000 m        | Petr Bláha 8:32,0         | Josef Němec 8:32,4      | Martin Zvoníček 8:39,0     |
| 50 m př.      | Petr Čech 6,7             | Vlastimil Hoferek 6,8   | Ivan Sedláček 6,8          |
| Skok do výšky | Vladimír Malý 215 cm      | Rudolf Baudis 215 cm    | Roman Moravec 212 cm       |
| Skok o tyči   | Antonín Spěvák 490 cm     | Jan Odvárka 480 cm      | Jiří Růžička 470 cm        |
| Skok daleký   | Jaroslav Brož 773 cm      | Pavol Tolnay 741 cm     | Ladislav Brachtl 712 cm    |
| Trojskok      | Václav Fišer 15,76 m      | Jan Broda 15,54 m       | Jiří Vyčichlo 15,49 m      |
| Vrh koulí     | Miroslav Janoušek 19,52 m | Jaroslav Brabec 19,05 m | Jaromír Vlk 17,21 m        |

### Ženy
| Soutěž        | Zlato                      | Stříbro                   | Bronz                                 |
| 50 m          | Jarmila Nygrýnová 6,3      | Eva Putnová 6,4           | Eva Glesková 6,4                      |
| 300 m         | Libuše Macounová 40,7      | Věra Mertlíková 41,7      | Hana Slámová 42,5                     |
| 800 m         | Božena Sudická 2:21,0      | Alena Junová 2:24,2       | Jaroslava Otipková 2:24,3             |
| 50 m př.      | Monika Schönauerová 7,0    | Věra Slavičová 7,0        | Jitka Birnbaumová 7,1                 |
| Skok do výšky | Milada Karbanová 176 cm    | Věra Bradáčová 176 cm     | Marta Jandová a Mária Mračnová 183 cm |
| Skok daleký   | Jarmila Nygrýnová 633 cm   | Mária Devínska 601 cm     | Eva Šuranová 585 cm                   |
| Vrh koulí     | Helena Fibingerová 17,13 m | Danuše Matoušková 13,81 m | Helena Coufalová 13,67 m              |